# Bürstenfeuermessgerät
Ein Bürstenfeuermessgerät ist ein elektronisches Messgerät zur Bewertung des Bürstenfeuers von Kommutatormaschinen bei der Prüfung, Überwachung, Herstellung und beim Betrieb. Damit ist es möglich, eine objektive Beurteilung der Bürstenfeuerintensität vornehmen zu können. Dies ist wichtig, da ein stärkeres Bürstenfeuer zu einer erhöhten Abnutzung und damit zu einem höheren Wartungsaufwand führt und außerdem Störsignale für Funkempfänger (z. B. Radio, Fernseher) entstehen können.

## Funktionsweise
Zum Messen des Bürstenfeuers gibt es grundlegend zwei Möglichkeiten. Entweder kann man die Spannungsschwankungen an der elektrischen Quelle messen (in Form der Ankerrückwirkung), oder es können die akustischen oder visuellen Effekte des Bürstenfeuers erfasst und bewertet werden.

## Messen der Spannungsschwankung
Eine Möglichkeit ist die Erfassung und Bewertung des Störspannungsverlaufes der Ankerspannung. Positive und negative Impulse werden durch zweikanaligen Aufbau einer Messschaltung getrennt bewertet, wobei beide Kanäle gegenseitig elektronisch verriegelt werden. Nachteilig an diesem Verfahren ist, dass einerseits die Selektionskriterien in Abhängigkeit von der Bauart der Kommutatormaschinen abgestimmt werden müssen und andererseits die Selektion der dem Bürstenfeuer zugeordneten Anteile des Störpegels nicht in jedem Fall eindeutig ist, da entsprechend dem Aufbau auch die Rückflanken der Impulse zur Auslösung des in seiner Priorität entgegengesetzten Kanales führen können.
Eine Verbesserung dieses Verfahrens wurde am 6. September 1988 von   Ulrich Münch, Eberhart Paulig und  Uwe Gensch vorgestellt. Die Schaltung wurde dadurch verbessert, dass ein dem Störspannungspegel der Kommutatormaschine entsprechendes Signal an einem Mindestamplitudendetektor und über einen Pegelregler an einem Flankensteilheitsdetektor anliegt, die Ausgänge der Detektoren an den Eingängen einer Flipflop-Schaltung UND-verknüpft sind, der Mittel zur Auswertung und Anzeige nachgeschaltet sind und dass zwischen dem Pegelregler und der Flipflop-Schaltung außerdem ein lmpulsdauersignaldetektor geschaltet ist, wobei der andere Ausgang der Flipflop-Schaltung über eine  Verzögerungsschaltung auf den Impulsdauersignaldetektor zurückgeführt ist.

## Messen der Nebeneffekte
Eine weitere Methode ist, das hochfrequente elektromagnetische Rauschen des Bürstenfeuers auszuwerten, die von Tanisaka Satoshi, Michiguchi Yoshihiro und Satau Tsuguya am 20. August 1983 eingereicht wurde. Dabei werden sowohl die elektromagnetischen als auch die hochfrequenten akustischen Wellen miteinander abgeglichen, um eine Beurteilung des Bürstenfeuers zu ermöglichen. Dazu sind insgesamt sechs lokale und externe Antennen vorgesehen, die interne und externe Signale trennen, um eine optimale Messung zu ermöglichen. Eine präzise Messung wird dadurch ermöglicht, das die Ausbreitungsgeschwindigkeiten der einzelnen Wellen auf den Oberflächen der gegebenen Maschinenteile berücksichtigt wird, so dass das Messgerät auf den jeweiligen Maschinentyp eingestellt werden muss.

## Belege
1. ↑  Eberhart Paulig, Uwe Gensch, Ulrich Münch: Schaltungsanordnung  zur Bewertung des Bürstenfeuers von Kommutatormaschinen. Hrsg.: Technische Universität Dresden.
2. ↑  Yoshihiro Michiguchi, Tsuguya Sato, Satoshi Tanisaka: Spark monitoring device of current collection part of rotary electric equipment. Hrsg.: Hitachi Ltd.